# Alicia Güemes Fraga
Alicia Güemes Fraga, née le 16 décembre 1987 connue sous le pseudonyme de Laurielle, est une dessinatrice et illustratrice de bande dessinée espagnole.

## Biographie
Alicia Güemes Fraga est une dessinatrice et illustratrice originaire de Tenerife. Elle se fait connaître en publiant des bandes dessinées numériques, également appelées webcomics. Sa série la plus notable est El Vosque, créée en collaboration avec le scénariste Sergio Sánchez Morán. Cette série comporte plusieurs volumes. Elle publie d'autres bandes dessinées, comme Woodies qu'elle auto-édite.
Laurielle se forme en suivant un cours de bande dessinée à l'Escola Joso pendant quatre ans. Elle contribue à des publications telles que le fanzine Krokis et le magazine La Esfera Cultural, ainsi qu'aux anthologies Weezine et Cómics 2.0. Elle collabore également avec le magazine El Jueves, où elle dessine des bandes dessinées sur des scénarios de Morán.
Parmi ses monographies figurent la bande dessinée Por Siempre Jamás (Babylon, 2017), le webcomic Nada del Otro Mundo (Fanternet, 2019), l'illustration interactive pour les réseaux sociaux intitulée Una aventura entre todos (2019), plusieurs artbooks tels que Descanso corto (2019, finaliste du prix Ignotus 2021) ou La mala del cuento (2021), ainsi que la bande dessinée autoéditée Diario de estar por casa (2020),,.

## Publications
- (es) Laurielle, Asalto al Castillo, 1er janvier 2022 (ISBN 9788409445042)

### El Vosque
- (es) Sergio Sánchez Morán (Script). Laurielle (Illustration), Cómo visitar El Vosque (y morir en el intento) El Vosque #0,5, Moran & Laurielle, 1er avril 2017, 21 p.[1]
- (es) Sergio Sánchez Morán (Script). Laurielle (Illustration), Una de piratas (aventuras, tormentas y ligoteo desenfrenado) El Vosque #0,6, Moran & Laurielle, 1er septembre 2017, 21 p.[1]
- (es) Sergio Sánchez Morán (Script). Laurielle (Illustration), La abominable hada de las nieves El Vosque #0,7, Moran & Laurielle, 9 mai 2018, 21 p.
- (es) Sergio Sánchez Morán (Script). Laurielle (Illustration), El asesino de árboles El Vosque #1, Moran & Laurielle, 3 mai 2012, 80 p. (ISBN 8461580958)[1]
- (es) Sergio Sánchez Morán (Script). Laurielle (Illustration), Cabezas visibles El Vosque #2, Moran & Laurielle, 1er janvier 2012, 80 p. (ISBN 8461612523)[1]
- (es) Sergio Sánchez Morán (Script). Laurielle (Illustration), ¡Vooom! El Vosque #3, Moran & Laurielle, 1er janvier 2013, 80 p. (ISBN 8461635450)[1]
- (es) Sergio Sánchez Morán (Script). Laurielle (Illustration), Naturaleza Salvaje El Vosque #4, Moran & Laurielle, 80 p. (ISBN 9788461690183)[1]
- (es) Sergio Sánchez Morán (Script). Laurielle (Illustration), El Otro Ejército El Vosque #5, Moran & Laurielle, 30 octobre 2014, 80 p. (ISBN 9788461719884)[1]
- (es) Sergio Sánchez Morán (Script). Laurielle (Illustration), Baile sin máscaras El Vosque #6, Moran & Laurielle, 15 décembre 2015, 80 p. (ISBN 9788460832997)[1]
- (es) Sergio Sánchez Morán (Script). Laurielle (Illustration), Carbonilla El Vosque #6,5, Moran & Laurielle, 1er mars 2016, 80 p.[1]
- (es) Sergio Sánchez Morán (Script). Laurielle (Illustration), CSI: El Vosque El Vosque #6,6, Moran & Laurielle, 1er décembre 2015, 21 p.[1]
- (es) Sergio Sánchez Morán (Script). Laurielle (Illustration), Arded, Maderos, Arded El Vosque #7, Moran & Laurielle, 1er décembre 2016, 80 p. (ISBN 9788461758159)[1]

## Prix
- Descanso Corto (Artbook) : prix Ignotus 2021 dans la catégorie Bande Dessinée & nommée aux ESFS Awards 2022 dans la catégorie Fanzine[6].
- Por Siempre Jamás : prix du meilleur auteur espagnol de manga (Héroes Manga, 2017)[6].
- El asesino de árboles (El Vosque #1) : prix du meilleur webcomic (Expocómic, 2011)[6].